# Parc national Budawang
Le parc national Budawang est un parc national situé en Nouvelle-Galles du Sud en Australie à 200 km au sud-ouest de Sydney. 